# Mesa Roldán
La Mesa Roldán es un domo volcánico con cima plana situado en la provincia de Almería, en España. Está en el parque natural del Cabo de Gata-Níjar.

## Descripción
Son los restos de un cono volcánico extinto, cuyo cráter está medio erosionado. Al sur se encuentran los restos de una pequeña caldera. El volcán estuvo bajo el mar, como toda la sierra de Gata; en que albergaba un antiguo coral formándose un arrecife; hasta que desapareció cuando bajó el nivel del mar.
En su cima se encuentran los restos de una torre vigía y un faro.

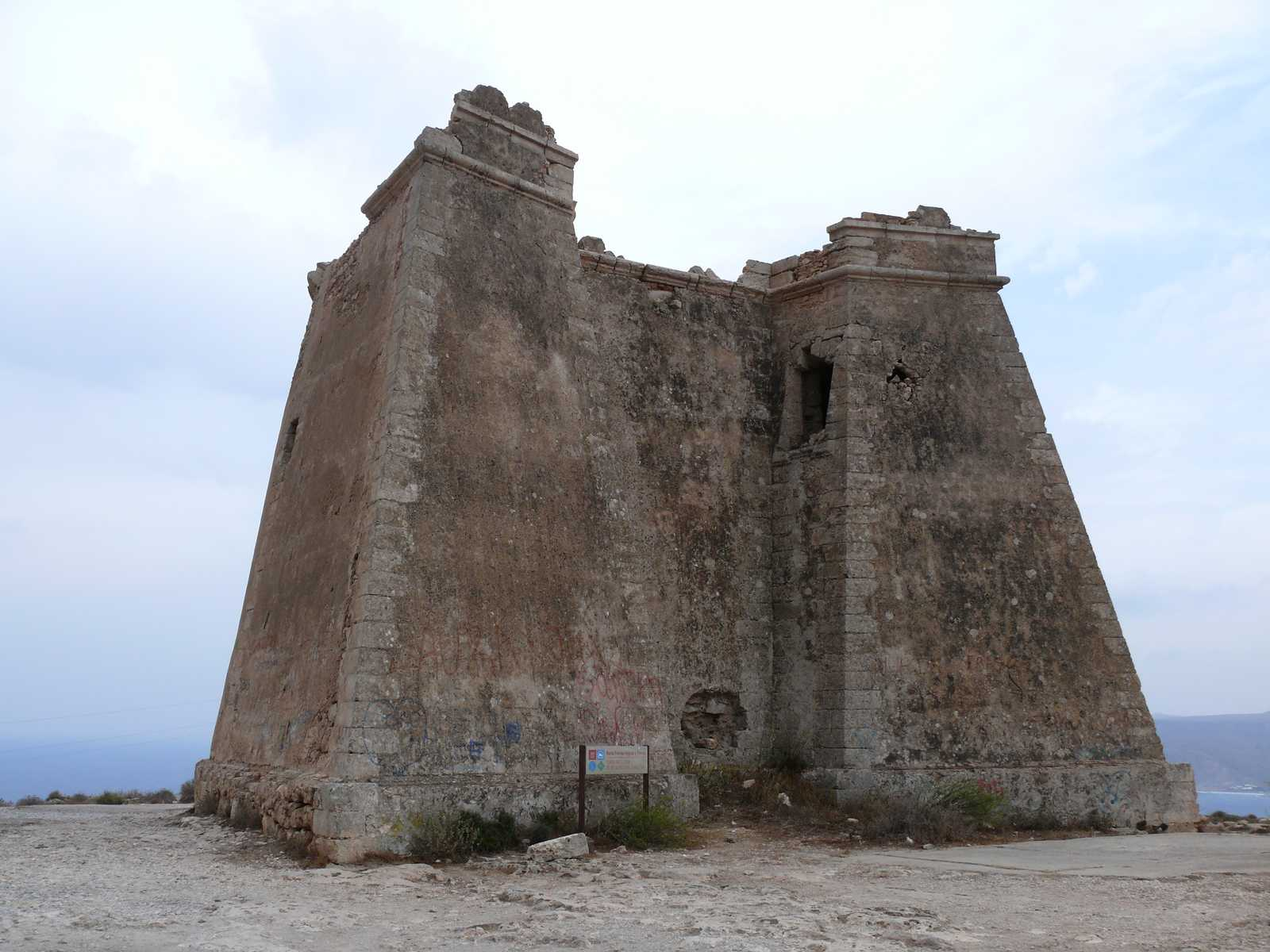
Torre de Mesa Roldán.
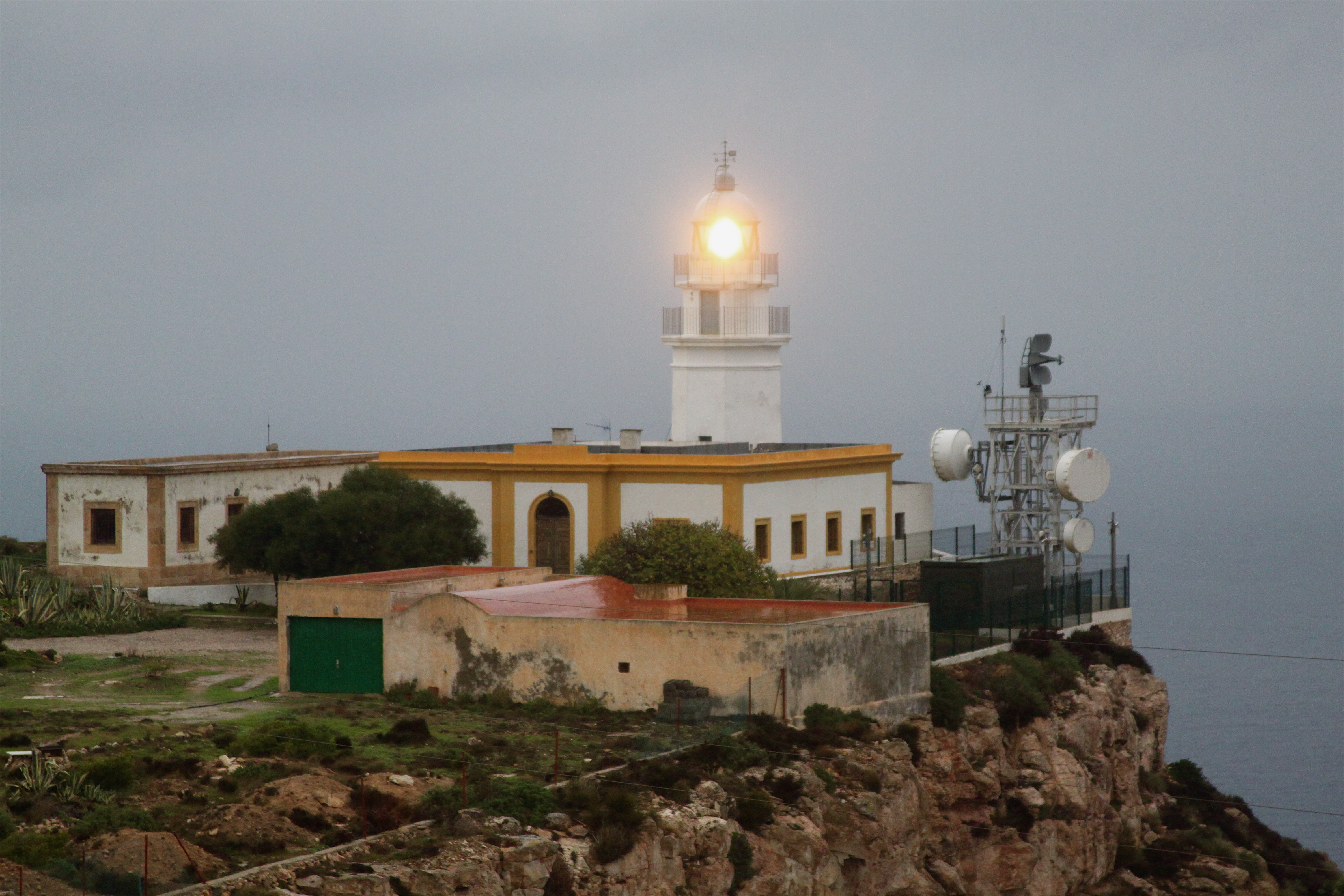
Faro de Mesa Roldán.

## Escenario de rodajes
El entorno ha sido parte del decorado de numerosas escenas de la historia del cine y series, pudiendo ser visto en los siguientes metrajes:
- Cómo gané la guerra, protagonizada por John Lennon.
- Juan 2:23, cortometraje de 2017.[1]
- Juego de Tronos. Sexta temporada. Representando a Meereen.[2]